# Kanton Signy-l'Abbaye
Signy-l'Abbaye is een kanton van het Franse departement Ardennes. Het kanton maakt deel uit van de arrondissementen Charleville-Mézières (35) en Rethel (36).

## Gemeenten
Het kanton Signy-l'Abbaye omvatte tot 2014 de volgende 12 gemeenten:
- Barbaise
- Clavy-Warby
- Dommery
- Gruyères
- Jandun
- Lalobbe
- Launois-sur-Vence
- Maranwez
- Neufmaison
- Raillicourt
- Signy-l'Abbaye (hoofdplaats)
- Thin-le-Moutier

Ingevolge de herindeling van de kantons van Ardennes bij decreet van 21 februari 2014, met uitwerking in maart 2015, werd het kanton uitgebreid tot volgende 71 gemeenten : 
- Antheny
- Aouste
- Aubigny-les-Pothées
- Auboncourt-Vauzelles
- Barbaise
- Blanchefosse-et-Bay
- Bossus-lès-Rumigny
- Cernion
- Champlin
- Chappes
- Chaumont-Porcien
- Chesnois-Auboncourt
- Clavy-Warby
- Dommery
- Doumely-Bégny
- Draize
- L'Échelle
- Estrebay
- Faissault
- Faux
- La Férée
- Flaignes-Havys
- Fraillicourt
- Le Fréty
- Girondelle
- Givron
- Grandchamp
- Gruyères
- Hagnicourt
- Hannappes
- Jandun
- Justine-Herbigny
- Lalobbe
- Launois-sur-Vence
- Lépron-les-Vallées
- Liart
- Logny-Bogny
- Lucquy
- Maranwez
- Marby
- Marlemont
- Mesmont
- Montmeillant
- Neufmaison
- La Neuville-lès-Wasigny
- Neuvizy
- Novion-Porcien
- Prez
- Puiseux
- Raillicourt
- Remaucourt
- Renneville
- Rocquigny
- La Romagne
- Rouvroy-sur-Audry
- Rubigny
- Rumigny
- Saint-Jean-aux-Bois
- Saulces-Monclin
- Sery
- Signy-l'Abbaye
- Sorcy-Bauthémont
- Thin-le-Moutier
- Vaux-lès-Rubigny
- Vaux-Montreuil
- Vaux-Villaine
- Viel-Saint-Remy
- Villers-le-Tourneur
- Wagnon
- Wasigny
- Wignicourt